# Espen Prenzyna
Espen Prenzyna (15 de febrero de 2005) es un deportista alemán que compite en saltos de plataforma. Ganó una medalla de plata en el Campeonato Europeo de Saltos de 2025, en la prueba de plataforma 10 m sincro.

## Palmarés internacional
| Campeonato Europeo | Campeonato Europeo | Campeonato Europeo | Campeonato Europeo     |
| Año                | Lugar              | Medalla            | Prueba                 |
| ------------------ | ------------------ | ------------------ | ---------------------- |
| 2025               | Antalya (Turquía)  | Medalla de plata   | Plataforma 10 m sincro |